# A Wind Named Amnesia
A Wind Named Amnesia (風の名はアムネジア Kaze no Na wa Amnesia?, lit: Un viento llamado amnesia) es una novela de Hideyuki Kikuchi, originalmente publicada en 1983 por Asahi Sonorama. Una película de anime adaptación de esta novela se estrenó en diciembre de 1990, dirigido por Kazuo Yamazaki.

## Argumento
En el año 1999, el mundo se encuentra en un escenario apocalíptico debido a un inexplicable viento que borró la memoria de la mente de la gente.
Wataru y Johnny son dos amigos, pero este último era parte de un experimento del gobierno para expandir la capacidad de memoria de la mente humana y, por tanto, fue capaz de retener su memoria. Johnny ayuda a Wataru a recuperar el habla y otras funciones básicas. Aun así, a raíz de las secuelas del experimento, Johnny muere después de animar a Wataru a que salga al mundo.
Wataru sigue el consejo y encuentra a una mujer extraña, Sophia, ambos escapan de un encuentro con un Mech policial y deciden ir juntos a Nueva York. Cuando pasan por Los Ángeles ven que una horda de salvajes pretender sacrificar a una chica llamada Sue a un dios mecánico. Wataru destruye a la máquina pero Sue muere. El padre de la chica se queda en la ciudad para intentar civilizar a la tribu y reconstruir la sociedad.
Wataru y Sophia vuelven al camino pero otro mech hiere a Wataru que debe recibir asistencia médica en la Ciudad Eterna. Cuándo recupera su consciencia, descubre que la ciudad está dominada por un super ordenador que le ha lavado el cerebro a sus ciudadanos. El super ordenador intenta persuadir a Sophia y Wataru para que se unan a los descerebrados, pero ellos huyen con una de ellos, Lisa. Cuando Lisa se aleja de la ondas del super ordenador empieza a recordar cosas de su pasado. Sophia ve llegado el momento de explicarle a Wataru que ella no es humana, sino que es miembro de una raza alienígena que creó el viento de la amnesia para idiotizar a los humanos. Sophia hace un trato con Wataru para devolver la memoria a la humanidad.

## Novela
Versión japonesa
- Título: 風の名はアムネジア (Kaze no Na-wa Amunejia?) ()
- Escritor: Hideyuki Kikuchi
- Artista: Yoshitaka Amano
- Artista de cubierta: Yoshitaka Amano
- Fecha de publicación: 31 de octubre de 1983
- ISBN 9784257762607

Versión inglesa
- Título: A Wind Named Amnesia/Invader Summer
- Artista de cubierta: Yoshitaka Amano
- Fecha de publicación: 23 de diciembre de 2009
- ISBN 1-59307-934-6